# Autohemotherapie
Autohemotherapie (van het Griekse: autos (zelf) en haima (bloed)) is een oude vorm van een geneeskundige behandeling.
Bij autohemotherapie werd bloed van een patiënt afgetapt uit de ader, en ingespoten in het spierweefsel. Men was van mening dat dit iemands weerstand tegen ziekten zou verhogen.
De methode wordt vandaag de dag niet langer toegepast.